# Andrej Tjikatilo
Andrej Romanovitj Tjikatilo (ryska: Андрей Романович Чикатило, ukrainska: Андрій Романович Чикатило), född 16 oktober 1936 i Jablotjnoje, Ukraina (i dåvarande Sovjetunionen), död 14 februari 1994 i Novotjerkassk, Ryssland, var en sovjetisk seriemördare, tillika en av världens värsta seriemördare någonsin (räknat efter tillförlitliga uppgifter om antal offer). Han dömdes till döden för morden på 52 kvinnor och barn mellan 1978 och 1990. 

## Biografi

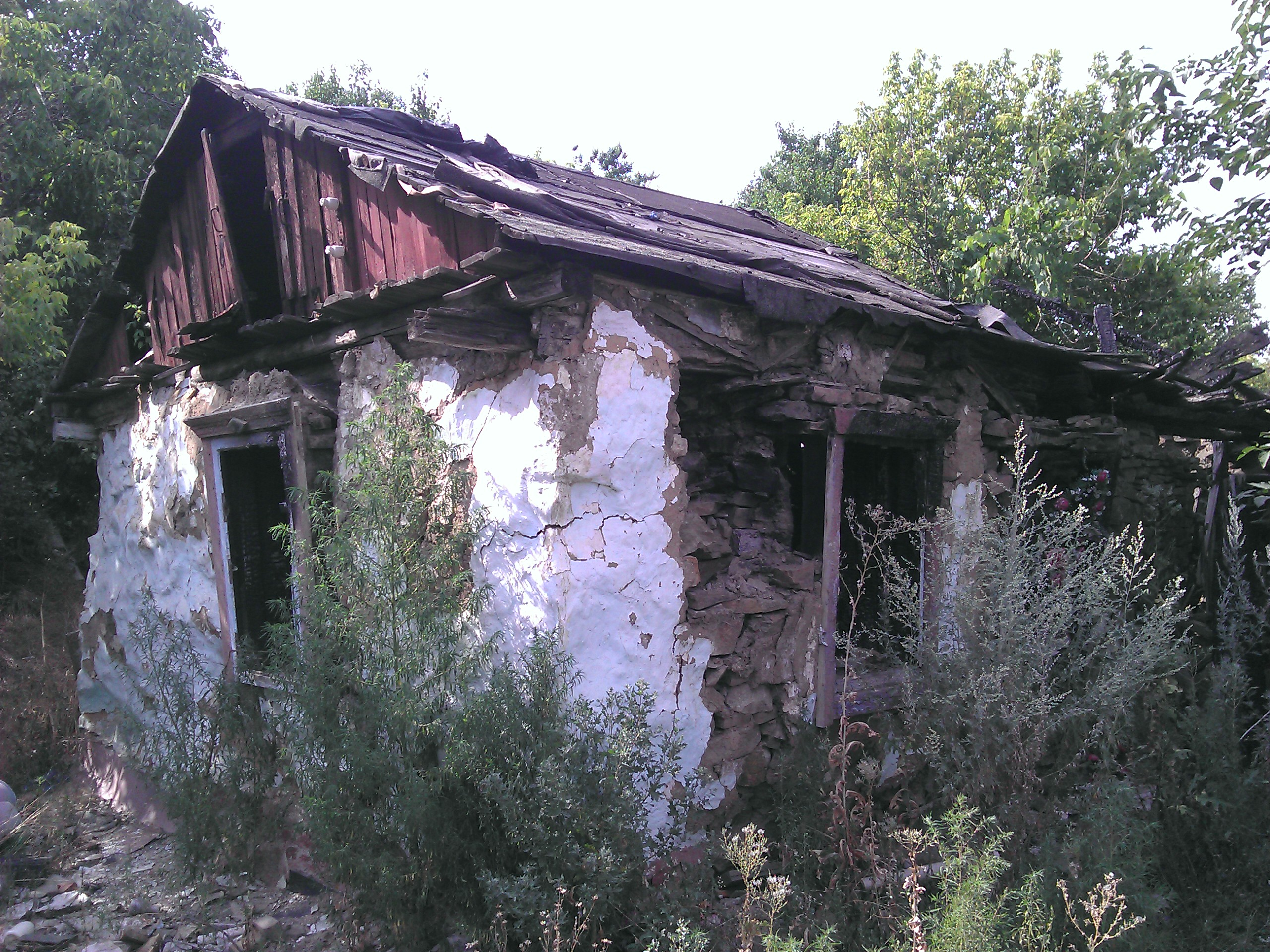
Huset i Sjachty där Tjikatilo begick sitt första mord.

Den 22 december 1978 lurade Tjikatilo med sig den 9-åriga flickan Jelena Zakotnova och försökte våldta henne, men då hon gjorde motstånd knivhögg han henne till döds. Under dådet fick Tjikatilo utlösning, och i fortsättningen uppnådde han lätt sexuell upphetsning och tillfredsställelse genom att knivmörda kvinnor och barn. Parallellt med sina mordorgier levde han som en gift man med egna barn.
Tjikatilo greps den 20 november 1990. Rättegången inleddes den 14 april 1992 och varade fram till augusti samma år. Han avrättades genom nackskott i fängelset den 14 februari 1994.

## Media

### Filmer
- Filmen Citizen X från 1995 är baserad på morden begångna av Andrej Tjikatilo. Inspirerad av Robert Cullens icke-fiktiva bok The Killer Department, fokuserar Citizen X till största delen på utredningen av morden begångna av "Rostovuppskäraren" genom att  följa Detektiv Viktor Burakov i hans jakt på mördaren. Stephen Rea spelar Viktor Byrakov, Jeffrey DeMunn spelar Andrej Tjikatilo, Donald Sutherland spelar överste Mikhail Fetisov och Max von Sydow spelar Dr. Alexandr Bukhanovsky.
- Filmen Evilenko från 2004 är delvis baserad på morden som Andrej Tjikatilo begick. I huvudrollerna ser Malcolm McDowell som Anrej Evilenko och Marton Csokas som Inspektör Lesev.
- Filmen Child 44 från 2015 är baserad på den skönlitterära romanen med samma namn av den brittiske författaren Tom Rob Smith, vilken också tog inspiration från Andrej Tjikatilos fall.

### Böcker (biografier)
- The Red Ripper: Inside the Mind of Russia's Most Brutal Serial Killer av Peter Conradi.
- The Killer Department: Detective Viktor Burakov's Eight-Year Hunt for the Most Savage Serial Killer of Our Times av Robert Cullen.
- Comrade Chikatilo: The Psychopathology of Russia's Notorious Serial Killer av Michail Krivitj och Olgin Olgert.
- Hunting The Devil: The Pursuit, Capture and Confession of the Most Savage Serial Killer in History av Richard Lourie.

### Böcker (skönlitteratur)
- Child 44 av Tom Rob Smith.

### Television
- Criminal Russia: The Trail of Satan från 1997 är en rysk dokumentär om Andrej Tjikatilos fall.
- Inside Story: The Russian Cracker från 1999 är en BBC-dokumentär som fokuserar på det ovanligt stora antalet seriemördare i Rostov-na-Don åren kring  Sovjetunionens kollaps och på hur Alexandr Buchanovskij försöker behandla kriminella. Andrej Tjikatilos fall är endast ett av de flertal som dyker upp in denna dokumentär.
- The Butcher of Rostov från 2004 är en 45 minuter lång dokumentär från The Biography Channel som fokuserar på morden som Andrej Tjikatilo begick.

### Musik
- "Psychopathy Red" av thrash metal-bandet Slayer från albumet World Painted Blood (utgivet 2009) handlar om Andrej Tjikatilo.